# Rasmus Henning
Rasmus Henning (Copenhague, 13 de noviembre de 1975) es un deportista danés que compitió en triatlón.
Ganó una medalla de oro en el Campeonato Europeo de Triatlón de 2004, una medalla de plata en el Campeonato Mundial de Triatlón de Larga Distancia de 2001 y una medalla de oro en el Campeonato Europeo de Triatlón de Larga Distancia de 2009.

## Palmarés internacional
| Campeonato Europeo | Campeonato Europeo | Campeonato Europeo | Campeonato Europeo |
| Año                | Lugar              | Medalla            | Prueba             |
| ------------------ | ------------------ | ------------------ | ------------------ |
| 2004               | Valencia (España)  | Medalla de oro     | Individual         |

| Campeonato Mundial | Campeonato Mundial      | Campeonato Mundial | Campeonato Mundial |
| Año                | Lugar                   | Medalla            | Prueba             |
| ------------------ | ----------------------- | ------------------ | ------------------ |
| 2001               | Fredericia (Dinamarca)  | Medalla de plata   | Individual         |
| Campeonato Europeo |                         |                    |                    |
| Año                | Lugar                   | Medalla            | Prueba             |
| 2009               | Praga (República Checa) | Medalla de oro     | Individual         |